# Наулу, Джосатеки
Джосатеки Наулу (англ. Josateki Naulu; 8 июня 1984, Сува, Фиджи) — дзюдоист из Фиджи, участник Олимпийских игр 2012.
На Церемонии открытия летних Олимпийских игр 2012 был знаменосцем команды Фиджи.

## Карьера
На Олимпиаде в Лондоне участвовал в категории до 81 кг. На втором этапе уступил черногорцу Срдану Мрвалевичу.